# Keczer András
Keczer András Zoltán (Nagyszénás, 1937. január 14. –) magyar színész, színházigazgató, jogász, író. 

## Életpályája
1937-ben született Nagyszénáson. 1955-től dolgozott a színházművészet területén, közben műszaki-dolgozóként, ügyelőként, művészeti titkárként, ügyvezető igazgatóként majd színházigazgatóként is tevékenykedett. Kisebb szerepeket is játszott Békéscsabán, és ügyelőként is dolgozott a színházban. Jogi diplomáját a szegedi József Attila Tudományegyetem Állam- és Jogtudományi Karán szerezte 1970-ben. 1988-ban szerezte második diplomáját a Színház- és Filmművészeti Főiskola Színházelméleti szakán. A Magyar Néphadsereg Színháznál (Vígszínház) eltöltött egy év után, 1956-tól a Békés Megyei Jókai Színház dolgozója, és 1974-től ügyvezető igazgatója, 1980-tól 1990. március 15-ig a színház igazgatója volt. Alapításától, 1964-től kezdve 15 éven át tevékenykedett a Gyulai Várszínházban is. 1991-től 2018-ig a Volánbusz pénzügyi jogásza volt.
Írással is foglalkozik, 2014 óta tagja a Somogyi-könyvtár Íróklubjának.

## Színházi szerepeiből
- Benjamin Jonson: Volpone (A pénz komédiája)... Gastrone (Békés Megyei Jókai Színház, 1959.01.02)
- Zerkovitz Béla: Csókos asszony... Málnay gróf (Békés Megyei Jókai Színház, 1959.12.18
- Huszka Jenő: Gül Baba... Háremőr (Békés Megyei Jókai Színház, 1960.12.30)
- Lehár Ferenc: Luxemburg grófja... Altiszt (Békés Megyei Jókai Színház, 1961.02.07)
- Kálmán Imre: Csárdáskirálynő... Báró (Békés Megyei Jókai Színház, 1963.04.26)
- Jacobi Viktor: Leányvásár... Hajóskapitány (Békés Megyei Jókai Színház, 1963.05.31.)
- Jacques Deval: A potyautas... Pivier (Békés Megyei Jókai Színház, 1963.12.20.)

## Írásai, könyvei
- Lottó Ottó, 2015
- Ez is, az is, az életből, az életemből, 2015
- Újabb - Ez is, az is, az életből, az életemből, 2016
- Mindennapok paralimpiája, 2016
- Még egy Ez is, az is, az életből, az életemből, 2017
- Írások Politikáról, Történelemről, 2016
- Üzenet a holnapnak - Csongrád megyei Antológia, 2016
- A szép Belovayné, 2016
- „Színház az egész világ”, 2017
- A postás nem mindig csönget, 2017
- Casanova: Szexualitás filozófiája, 2017
- Tanyáról a Kossuth-díjig, 2018
- Gyermek a történelemben, 2018
- Ember tervez…., 2018
- NŐK, 2018
- Az élet már csak ilyen, 2019
- Szóródás, 2019
- Kettősségek és ellentmondások, 2019
- VÖCSIS, 2020
- Napok, hetek, hónapok, 2020
- A szeretet erejével, 2020
- Ki kicsoda – ki micsoda? 2020
- Napok, hetek, hónapok, Évek? 2021
- Klinikán, 2021
- Karola 2021
- Jósland és mi Magyarok  2021
- Kamera mögött és előtt 2021
- Aphrodité és a többi Istenek 2022
- Az én 85 évem 2022
- Mini atom-erőmű 2022
- Nem kértem tőled az életet 2022
- Lipóci-Nekcsei család sarja vagyok 2022
- Ufók és a szerelem 2023
- Barátság Nő és Férfi között?!! 2023
- "Asszonysorsok" 2024